# ماریا سماتیوک
ماریا سِماتیوک (لهستانی: Maria Semotiuk؛ زادهٔ ۱۹۸۵) بازیگر اهل لهستان است. وی دانش‌آموختهٔ آکادمی ملی هنرهای نمایشی الکساندر زلوروویچ در ورشو است.
از فیلم‌ها یا مجموعه‌های تلویزیونی که وی در آن‌ها نقش داشته است، می‌توان به در خوشی و سختی، در خیابان سپولنی، کمیسر آلکس، عروسی، پس‌تصویر، نامه به بابا نوئل و در تاریکی اشاره نمود.
او در سال ۲۰۱۵ برندهٔ جایزهٔ «بهترین بازیگر نقش مکمل زن» در جشنواره فیلم گدنیا شد.